# Elymus macgregoriorum
Elymus macgregoriorum là một loài thực vật có hoa trong họ Hòa thảo. Loài này được R.E.Brooks & J.J.N.Campb. mô tả khoa học đầu tiên năm 2000.